# Salón Internacional de la Fama de los Deportes a Motor

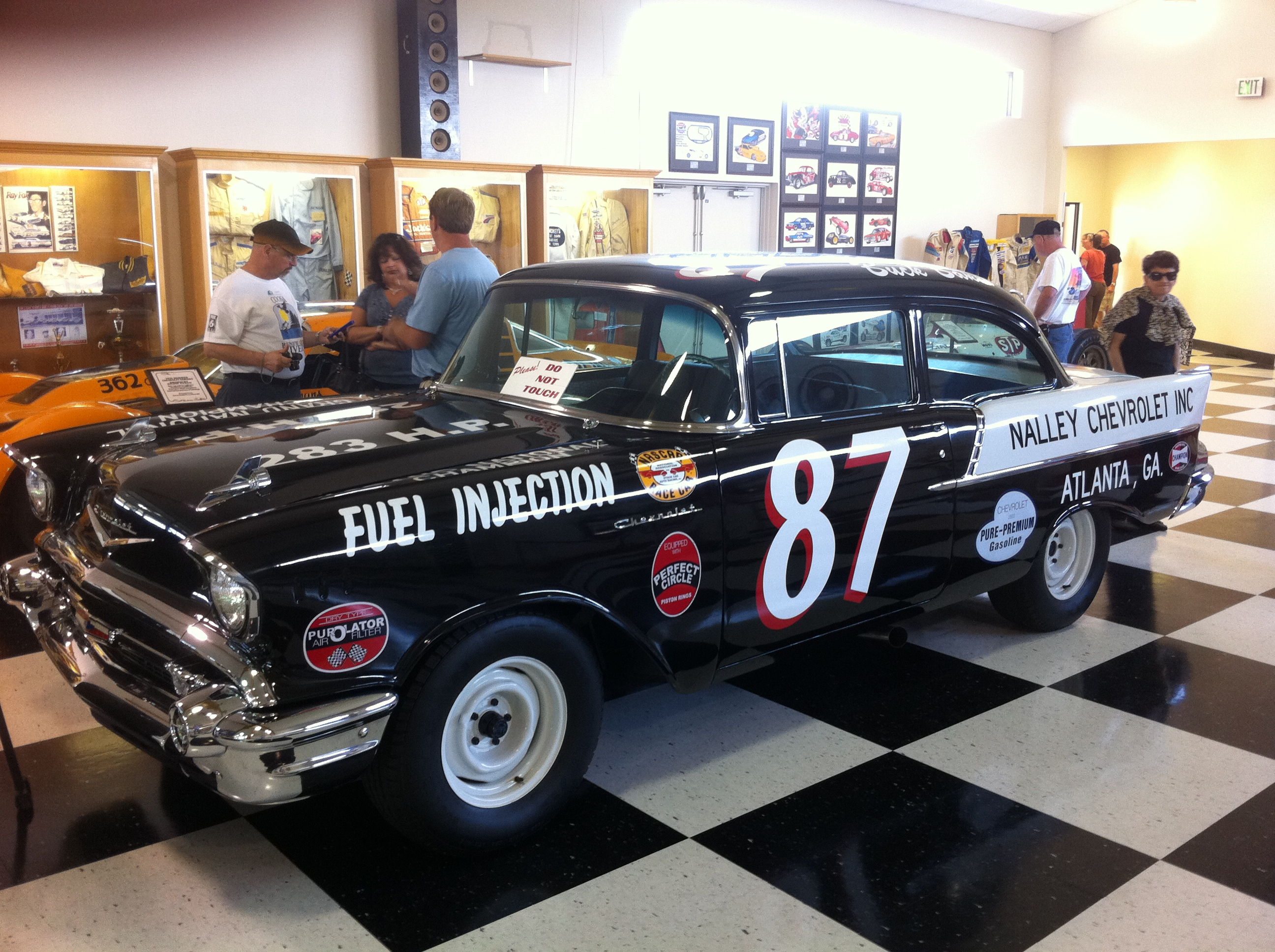
Este automóvil fue utilizado por un piloto entre los años 1956 y 1958, el piloto ganó 2 carreras con este vehículo.

El Salón Internacional de la Fama del Automovilismo (en inglés, International Motorsports Hall of Fame, IMHOF por sus siglas en inglés) es un espacio memorial  dedicado a quienes más han contribuido al automovilismo en los Estados Unidos, ya sea como promotores, pilotos, ingenieros o propietarios. Fue creado por el  fundador de la NASCAR, Bill France Sr. Está ubicado junto al Talladega Superspeedway (antes Alabama International Motor Speedway), en el condado de Talladega, en el centro-este de Alabama.

## Desarrollo
El Salón fue creado a principios de 1970 tras la decisión del fundador de la NASCAR, Bill France Sr., de contratar al promotor de carreras de pista corta, Don Naman, para construir un museo y un salón de la fama con el fin de "preservar la historia del automovilismo y consagrar para siempre a las personas que han sido responsables de su crecimiento".
Cuenta con un museo que contiene vehículos de carreras, banderas, cascos, medallas, carteles y trofeos, las oficinas de  la International Speedway Corporation y espacios auxiliares: Salón de la Fama de los Escritores Deportivos de Alabama, Salón de Campeones Nacionales del Club de Carreras de Automóviles de América, Salón de la Fama del Automovilismo Internacional, Salón de la Fama de los cuartos de final de América, Salón de la Fama de los Mecánicos de Automóviles del Oeste y Salón de la Fama del Karting Mundial.
La construcción se llevó a cabo con fondos privados y federales liberados con la aprobación del  gobernador de Alabama, Fob James. La primera fase de la construcción consistió en la edificación de tres de los seis primeros edificios previstos. La primera mitad se inauguró el 28 de abril de 1983, y la segunda mitad el 28 de julio de 1990.